# Jeremy O’Connor
Jeremy Sean O’Connor (ur. 21 października 1955) – zimbabwejski żeglarz sportowy, olimpijczyk.
Wystąpił na Letnich Igrzyskach Olimpijskich 1980 w klasie 470. Partnerował mu Robin O’Connor. W końcowej klasyfikacji zajęli przedostatnie, 13. miejsce. W klasyfikacji poszczególnych wyścigów byli najwyżej na 12. miejscu.